# Pavel Leontjev
Pavel Michailovitsj Leontjev (Russisch: Павел Михайлович Леонтьев) (Toela, 8 (20) augustus 1822 - Moskou, 24 maart (5 april) 1874) was een Russisch filoloog en mede-oprichter van Roesski vestnik (Russische bode) en Moskovskieje vedomosti (Moskou's nieuwsblad).

## Biografie
Leontjev werd geboren in een familie die behoorde tot de kleine adel van het gouvernement Toela. Hij was de achterkleinzoon van letterkundige Andrej Bolotov (1738-1833). Hij zette zijn studies voort aan het Moskou's instituut van de adel, waar hij Dmitri Krjoekov (1809-1845) als leraar Latijn had, die bij hem de smaak voor klassieke studies deed ontwaken. Hij verliet in 1837 het instituut met een zilveren medaille en ving op aanraden van Krjoekov en graaf Sergej Grigorjevitsj Stroganov aan de Staatsuniversiteit van Moskou een studie in de letteren aan, die hij in 1841 voltooide. Hij was vervolgens tot 1843 als bibliothecaris in dienst bij graaf Stroganov. Dan woonde hij in het bijzonder aan de universiteit van Königsberg de colleges van Christian Lobeck en Karl Rosenkranz bij, aan de Universiteit Leipzig die van professor Haupt en professor Stielbaum en aan de universiteit van Berlijn die van Karl Lachmann en Friedrich von Schelling en daarna reisde hij rond in Italië.
Bij zijn terugkeer in Moskou in 1847, verwierf hij de graad van magister voor zijn werk Over de verering van Zeus (1850), geschreven onder invloed van het werk Philosophie der Mythologie (1842) van von Schelling. In 1851 werd hij tot buitengewoon hoogleraar op de leerstoel van de Latijnse letteren en Romeinse oudheden benoemd aan de Staatsuniversiteit van Moskou.
De publicatie van zijn hoofdwerk, De Propyleeën. Verzameling van artikelen over de klassieke oudheid (Пропилеи. Сборник статей по классической древности), tussen 1857 en 1859 te Moskou uitgegeven en in 1869 opnieuw uitgegeven, betekende een keerpunt in zijn carrière. Het bevat belangrijke artikels, zoals Schets van de geschiedenis van het oude Griekenland, De Venus van Tauris of Over de verschillende stijlen van de Griekse beeldhouwkunst. Nicolaas I stuurde hem uit naar de archeologische opgravingen van Tanais (Azov), een Oud-Griekse stad aan de monding van de Don. De details van deze opgravingen zijn gepubliceerd in een fundamenteel artikel in het vierde deel van de Propyleeën
In 1856 was hij samen met Michail Katkov en anderen mede-oprichter van het tijdschrift Roesski vestnik (Russische bode), dat een blijvende invloed naliet op de intellectuele ontwikkeling van de Russische maatschappij van die tijd. Hij richtte in 1863 ook met Katkov Moskovskieje vedomosti (Moskovitisch nieuwsblad) op, waarbij hij een heel aantal artikelen in deze twee tijdschriften publiceerde die gingen over de hervorming van het onderwijssysteem in het Russische Rijk. Ook stichtte hij samen met andere prominente figuren van die periode het Tsarevitsj Nikolaj-lyceum, waarvan hij de eerste directeur was en waar hij Grieks, Latijn en oude geschiedenis doceerde.